# Objętość oddechowa

Podstawowe objętości i pojemności płuc.
Legenda
TLC – całkowita pojemność płuc
VC – pojemność życiowa
RV – objętość zalegająca
IC – pojemność wdechowa
FRC – czynnościowa pojemność zalegająca
IRV – objętość zapasowa wdechowa
TV – objętość oddechowa
ERV – objętość zapasowa wydechowa

Objętość oddechowa (ang. tidal volume, TV) – ilość powietrza wchodząca i wychodząca z płuc podczas normalnego, swobodnego oddychania. Dla dorosłego człowieka wynosi około 400–600 ml.